# Pachyagrotis flagrans
Pachyagrotis flagrans là một loài bướm đêm trong họ Noctuidae.